# Isabel Quiñónez
Isabel Quiñónez (San Pedro Sula, Honduras, 17 de julio de 1949 - Ciudad de México, México, 29 de octubre de 2007) fue una escritora e investigadora que contribuyó a la literatura mexicana de finales del siglo XX.

## Biografía
Isabel Quiñónez nació en San Pedro Sula, Honduras el 17 de julio de 1949. A los dos años, se mudó junto a su madre a la Ciudad de México. Estudió la carrera de Ciencias y Técnicas de la Información en la Universidad Iberoamericana. Igualmente, atendió seminarios de Literatura Oral en Filadelfia, Pensilvania. En sus últimos años, cursó la maestría en Historia de México en la Universidad Nacional Autónoma de México que no concluyó.
Durante su vida, trabajó en diversas áreas profesionales. Escribió guiones para televisión, colaboró en múltiples revistas y publicó libros de poesía, narrativa y ensayo. Trabajó como investigadora en el Instituto Nacional de Antropología e Historia. Primero en el Departamento de Música y Literatura Oral y, posteriormente, en la Dirección de Estudios Históricos; donde laboró hasta su fallecimiento, el 29 de octubre de 2007. En este periodo, también participó en el Seminario de Historia de la Cultura Nacional dirigido por Antonio Saborit.
Fue particularmente distinguida por su trabajo poético. En 1978 recibió una mención honorífica en el concurso de la revista Punto de Partida. En 1979 obtuvo la beca de poesía INBA-FONAPA otorgada por el Instituto Nacional de Bellas Artes y Literatura. Además, en 1986, ganó el Premio Nacional de Poesía Ramón López Velarde otorgado por la Universidad Autónoma de Zacatecas.

## Estilo
La obra de Quiñónez se enriquece de sus múltiples actividades. En sus ensayos, se vislumbra su fondo poético, mientras que en su poesía y narrativa se reflejan sus intereses antropológicos. Quiñónez impregna sus escritos de una belleza poética, la cual entrelaza con un rigor académico que da pie a un texto equilibrado y sustancioso.
Su investigación le permitió presentar una vívida fotografía de los periodos históricos que aborda en sus ensayos. En Mexicanos en su tinta (1994) describe aspectos contrastantes de la sociedad que, en conjunto, crean una imagen realista de los siglos XVIII y XIX en México.
Por otra parte, su obra poética se distingue por el concepto de «desdicha», entendido como la destrucción de la personalidad. En Alguien maúlla (1985) Quiñónez hace un viaje del exterior hacia el interior y comparte el descubrimiento de su ser con el lector. A través de lo anterior, expresa tres conceptos de la memoria: habitación, contradicción y conciencia.   
En los poemas de Así en la tierra (1996), Quiñónez explora temas como el caos, la muerte y la irrealidad. Hace una crítica intelectual de la realidad, llena de desilusión. Sin embargo, no es pesimista en su visión del mundo, sino que vislumbra las pequeñas razones que se sobreponen a lo negativo. Por eso, José Joaquín Blanco describe su poesía como «poesía de tormenta». La lírica le brinda una belleza sutil. Es destructiva a la vez que es estremecedora.
Otro elemento clave de su voz poética es el silencio, que expresa mediante diferentes imágenes de la naturaleza.
Quiñónez hace uso de recursos literarios que le brindan complejidad a sus poemas, mas no se vuelven incomprensibles. Devela suficiente información para aclarar las ideas presentadas en sus poemas, pero deja que el lector termine de descubrir el significado de sus versos.

## Obra publicada

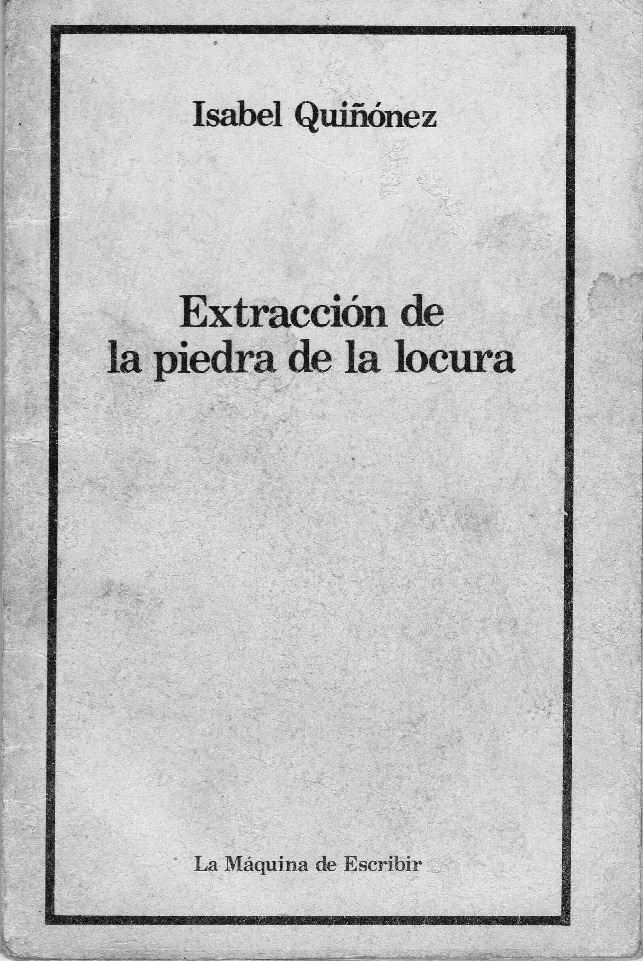
Cubierta de Extracción de la piedra de la locura.

### Poesía
- Extracción de la piedra de la locura (1979)
- Palabra nueva: dos décadas de poesía en México [antología] (1981)
- ¿Será esto el mar? [antología] (1984)
- Alguien maúlla (1985)
- Esa forma de irnos alejando (1989)
- Así es la tierra (1996)
- Sólo un breve instante aquí: elogio de la ausencia [antología] (2020)

### Cuento
- De don Juan Manuel a Pachita la alfajonera (1990)

### Ensayo
- Mexicanos en su tinta: calendarios (1994)
- En torno al quinto centenario: ideas, contrapuntos [compilación] (2001)[7]

## Colaboraciones
- El Gallo Ilustrado
- La gaceta del Fondo de Cultura Económica
- Revista de la Universidad de México
- Boletín del INAH
- Colibrí
- El Ciervo Herido
- El Oso Hormiguero
- La Brújula en el Bolsillo
- La Semana de Bellas Artes
- Nexos
- Plural. Crítica y literatura
- Revista de Revistas
- Teorema
- Historias[7][8]